# Fasolato
I Fasolato furono una famiglia di scultori attivi a Padova tra il Sei e il Settecento. Il cognome compare spesso negli scritti relativi alla locale fraglia dei tagliapietra ma i rapporti di parentela fra i diversi membri non sono sempre chiari.
Il nome di Giovanni Fasolato è attestato in vari documenti a cavallo dei due secoli. Se si trattasse, come probabile, della medesima persona, sarebbe nato nel 1668, morto nel 1729 e iscritto alla fraglia almeno dal 1692. È attestata la sua attività a Rovigo nelle chiese di Sant'Antonio Abate e di San Francesco attorno al 1690, mentre successivamente lo si ritrova a Padova (1707, 1709, 1714-15, 1717, 1719, 1721, 1727-28), di nuovo a Rovigo (1707) e a Praglia(1710). Eseguì parapetti di altare (per esempio a Rovigo nella chiesa di San Bartolomeo) e altri lavori di routine di scarsa originalità.
Più interessanti le notizie attorno ad Agostino, di difficilissima identificazione in quanto nello stesso periodo furono attivi due omonimi, l'uno figlio di Silvestro (1712-1787, documentato nella fraglia dal 1741) e l'altro di Vincenzo (1714-?, documentato tra gli anni 1750 e 1760). Le opere collocate sotto questo nome si dividono in due gruppi: uno raccoglie lavori di routine degni di un modesto tagliapietra, l'altra presenta un maggiore pregio artistico. Questo potrebbe confermare la presenza di due personalità distinte, ma non si può escludere che lo stesso autore presentasse un duplice carattere (come ipotizzò Napoleone Pietrucci).
Un Agostino Fasolato è citato in due atti di pagamento del 1752 relativi ai "marmi per il coro" della basilica del Santo. Secondo Giovanni Battista Rossetti, si tratterebbe di due pilastrini nei lati interni dell'ingresso del coro ornati da bassorilievi e scolpiti su disegno di Giovanni Gloria.
Nel medesimo periodo lo stesso nome è attestato nella realizzazione dell'altare del Santissimo Sacramento del duomo di Montagnana, consacrato nel 1755 e comprendente anche tre bassorilievi di Antonio Bonazza e dei bronzetti di Michelangelo Venier. Non è possibile dire se il Fasolato si limitò solo alla costruzione dell'altare o se realizzò anche alcune decorazioni; sembra più probabile la prima ipotesi, visto che per la medesima chiesa realizzò alcune semplici parti per completare l'altare del Rosario (in seguito smembrato).
Nel 1750 un Agostino Fasolato fu incaricato di realizzare i capitelli esterni e interni della parrocchiale di Torreselle.
Le opere di maggior pregio attribuite sotto questo nome sono i gruppi marmorei de La caduta degli angeli ribelli (originariamente collocato nel Palazzo Papafava a Padova, donato poi nel 1972 alle Collezioni della Cassa di Risparmio di Padova e Rovigo, infine nel 2003 installato nel Palazzo Leoni Montanari a Vicenza) e il Ratto delle Sabine, oggi disperso (già a palazzo Maldura, quindi nella villa Emo di Battaglia Terme).
Il primo è un'imponente opera comprendente sessanta figure nude, avviluppate in una sorta di grappolo e colte nel momento della caduta o nella tensione della fuga. L'opera risulta assolutamente singolare, slegata dall'arte locale; si nota invece una vicinanza con le opere dell'originalissimo scultore Francesco Bertos, attestato a Padova almeno nel 1733. Il Fasolato ha però esasperato questo modello, aumentando il numero delle figure e la loro varietà in tema di torsioni e contrapposti, pur unificandole grazie alla luminosità dettata dalle superfici lucide e levigate.
Il Ratto delle Sabine risulta più sobrio: le figure sono meno numerose e i movimenti più misurati ed eleganti.
Difficile l'attribuzione della Centauressa in lotta con i Lapiti (nei depositi museo civico di Padova), assegnati al Fasolato da Andrea Moschetti: Camillo Semenzato avanza dubbi in proposito e, più probabilmente, vanno rimandati al Bertos. Decisamente inaccettabile, invece, la paternità del San Sebastiano nella parrocchiale di Andreis avanzata da Paolo Goi.